# Western Union (film)
Western Union is een Amerikaanse western uit 1941 onder regie van Fritz Lang.

## Verhaal
Tijdens de Amerikaanse Burgeroorlog wordt Vance Shaw achternagezeten, hoewel hij het misdadigersbestaan de rug heeft toegekeerd. Hij helpt een gewonde man uit de nood en komt erachter had hij verantwoordelijk is voor de aanleg van een telegraafverbinding tussen Nebraska en Utah. Shaw gaat bij hem aan de slag.

## Rolverdeling
| Acteur           | Personage        |
| ---------------- | ---------------- |
| Randolph Scott   | Vance Shaw       |
| Robert Young     | Richard Blake    |
| Dean Jagger      | Edward Creighton |
| Barton McLane    | Jack Slade       |
| Virginia Gilmore | Sue Creighton    |
| John Carradine   | Dr. Murdoch      |
| Slim Summerville | Cookie           |
| Chill Wills      | Homer Kettle     |
| Russell Hicks    | Gouverneur       |